# Orectochilus orbisonorum
Orectochilus orbisonorum là một loài bọ cánh cứng trong họ Gyrinidae được đặt theo tên Roy và Barbara Orbison. Nó dài khoảng 5mm và sống ởẤn Độ.